# ヘンドリクス・スネーフリート
ヘンドリクス・ヨセフス・フランシスクス・マリー・スネーフリート（オランダ語：Hendricus Josephus Franciscus Marie Sneevliet 、1883年5月13日 -1942年4月13日）は、簡称名でヘンク・スネーフリート、偽名としてマーリンを使用した。オランダ人の共産主義者であり、オランダ本国及びオランダ領東インド（現インドネシア共和国）で主に活動を行った。また彼はコミンテルンから中国に派遣され1921年7月の中国共産党の設立で重要な貢献した。第二次世界大戦が勃発すると祖国オランダを占領したナチス・ドイツに抵抗する共産主義派のレジスタンスに参加し、1942年にドイツ人により処刑された。

## 青年期
スネーフリートは1883年5月13日にロッテルダムで生まれ、スヘルトーヘンボスで育った。学校を卒業すると、1900年にオランダ国鉄に就職し、オランダ社会民主労働者党（SDAP）及びオランダ国鉄労働組合（NV）に加入した。1906年ズヴォレにおいてSDAPの政党活動を行い、1907年のズヴォレの市議会選挙において最初の社会民主主義派の市議会議員となった。
スネーフリートはまたNVでも活発な活動をして、1911年には組合の委員長となった。スネーフリートは組員の中でも急進派のメンバーであった。1911年に外航汽船の船員がストライキを起こしたときに組合の一部の急進派たちはこれに参加したが、組合員の大部分とSDAP党員の大部分はストライキに参加することを反対をした。スネーフリートら急進派にとって、これは所属する組合及び政党からの孤立につながった。スネーフリートはオランダ本国を離れ、植民地オランダ領東インドに行くことを決めた。この決心は、その後の彼の人生に影響を与える、大きな転機となった。

## オランダ領東インド
スネーフリートはオランダ領東インド（現在のインドネシアにほぼ一致する。）に1913年から1918年まで滞在し、到着後間もなく反オランダ闘争運動を行うようになる。1914年、彼は東インド社会民主主義同盟（ISDV）の共同設立者のうちの一人となった。この組織は、オランダ人、インドネシア人の両者が参加した。
スネーフリートはトラック・路面電車乗員協会（オランダ人とインドネシア人の両者をメンバーとするユニークな鉄道労働組合）のメンバーとなり、再び労働組合運動をする事となった。組合のリーダーとして彼は積極的に活動し、すぐにそれまでの穏健な組合を、近代的で積極的な組合にした。その後、組合はほとんどがインドネシア人が占めるようになった。組合は後にインドネシア共産主義運動の基盤を形成した。
ISDVは、厳密には反資本主義思想の組織であり、オランダ植民地体制とインドネシア人エリート特権階級に対抗する、インドネシア民衆の扇動を行う組織であった。こうした背景を持った組織であったため、現地で商売に成功した人々の中で保守的な考えを持つグループとSDAP党員の穏健グループからは、ISDVとスネーフリートに対し幾つもの抵抗が起きた。こうした事もあり、1916年には、スネーフリートはSDAPを離脱しオランダ社会民主党（SDP）に加入した。SDPはホラント共産党（CPH）の前身組織であり、CPHはその後にオランダ共産党（CPN）となる。
ロシア革命勃発により、スネーフリートの急進主義は、オランダ人兵士とりわけ海軍水兵とそれと同数のインドネシア現地住民の両方から大きな支持を得た。このことはオランダ植民地当局に強い緊張を与え、スネーフニートとISDVは要注意人物及び組織となった。植民地当局の監視が強まり、スネーフニートは1918年にオランダ領東インドを去ることを余儀なくされた。オランダ植民地当局により、ISDVはその後長く弾圧されることとなる。
オランダに帰国した後もスネーフリートはインドネシア人たちの状況に関心を持っていた。1933年には彼は「デ・ゼーヴェン・プロヴィンシェン」の反乱に参加したオランダ人やインドネシア人の水兵と連帯行動したとの罪で五ヶ月の懲役を宣告された。この反乱では、オランダ軍の空爆により、「デ・ゼーヴェン・プロヴィンシェン」は損害を受け、乗組員23名の死者を出した。この事件は、当時のオランダ国民に強い熱情を呼び起こした。

## コミンテルンでの活動

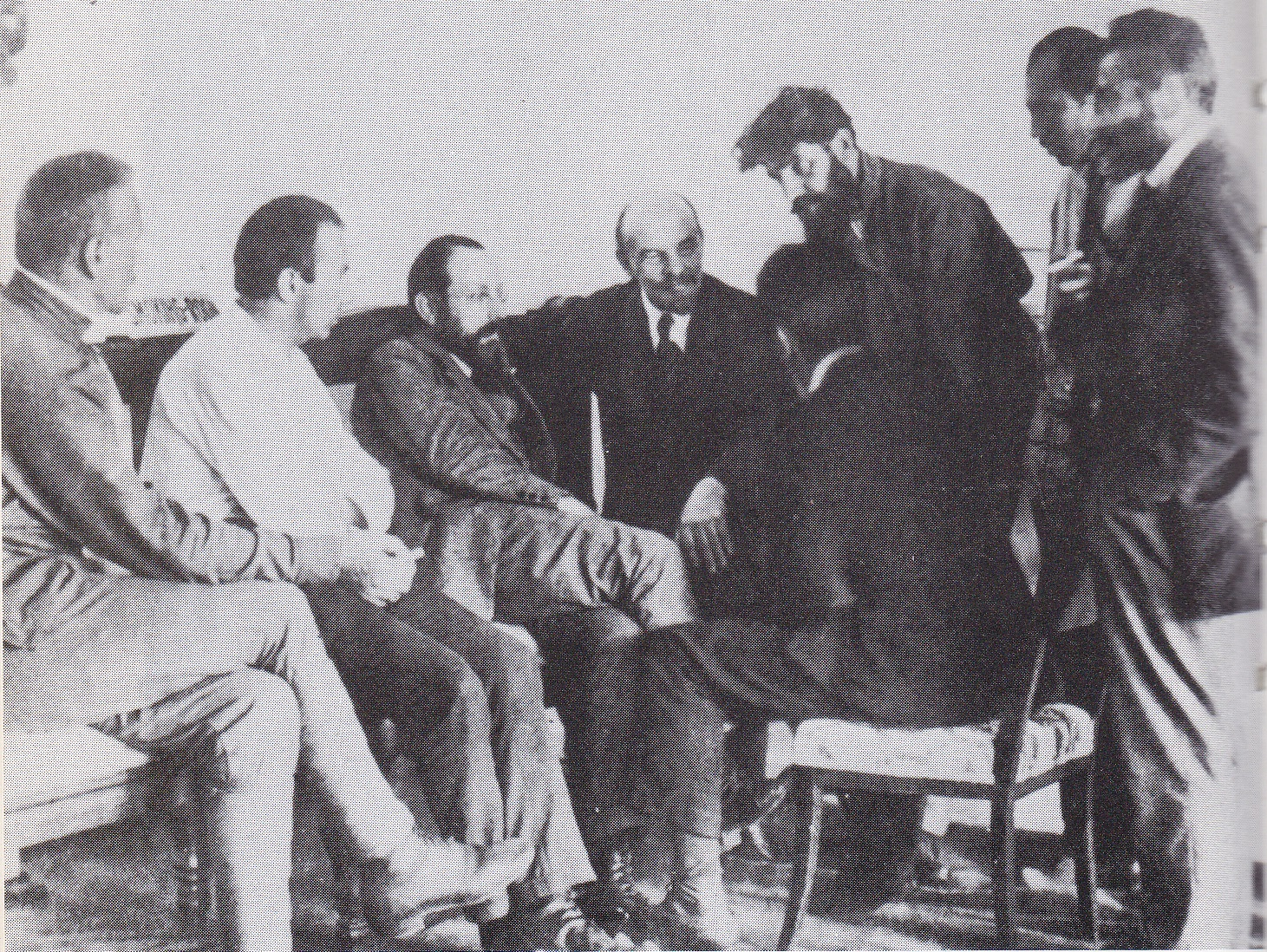
レーニンとスネーフリート（レーニンの左）、レーニンの右にはボムバッチがいる

オランダに帰国後、ホラント共産党の指導者はオランダ領東インドにおけるスネーフリートの活動の方法を批判し、スネーフリートは少し疎外されていた。その後、スネーフリートは労働組合運動に努め、1920年の鉄道ストライキを組織するのを助けた。同年には東インド共産党の代表として、モスクワのコミンテルンの第2回会議にも出席した。東インド共産党は、東インド社会民主主義同盟（ISDV）の後身の組織である。
ウラジーミル・レーニンは彼に強い印象を受け、彼をコミンテルン代表として中国に派遣した。彼は中国共産党を組織化するのに貢献した。1921年7月にスネーフリートはロシア共産党のウラジーミル・ネイマンと共に、上海で開催された中国共産党第一回大会に出席した。この日を中国共産党は、公式な中国共産党創立日としている。
スネーフリートは1921年12月に広西省桂林に訪れていた孫文に会い、中国国民党とソビエト政権の連携について意見交換し、さらに中国国民党と中国共産党が協力関係を築くことを提案した。彼は1922年4月上旬には上海に移動し陳独秀ら中国共産党員に接触し、共産党員が国民党に加入する方式の協力関係の構築を提案した。陳らはこの提案に強く反発した。中国共産党の掲げるマルクス主義と中国国民党の掲げる三民主義の間には革命の階級闘争への考え方に根本的な食い違いがあり、たとえ協力関係を築いたとしても労働運動・農民運動を主体とした共産党の自由な活動が大きく制限されることを恐れたのである。
1922年4月下旬にスネーフリートはモスクワに行き、コミンテルン中央執行委員会に国共合作の承認を求め、同年7月末に承認を得る。8月にスネーフリートは上海に戻り、陳独秀ら中国共産党幹部に対して共産党員が国民党に加入する方式の国共合作を承認するよう迫った。コミンテルンの決定に対し中国共産党が反対することは中央集権的なボリシェヴィズムの観点からも考えられず、陳ら共産党員は渋々承認した。しかし共産党員達には強い反発が残った。
1922年8月25日スネーフリートは上海に逃れていた孫文と会談し、ソビエト政権から中国国民党への軍事援助が約束された。その後まもなくして陳独秀が孫文を訪ね、中国国民党の組織改革を条件として、自らの国民党への加入を提案した。孫文は了承し、陳独秀、李大釗らが中国国民党に加入した。しかしながら、スネーフリートの中国滞在中に一般の共産党員による国民党への加入は実現しなかった。
スネーフリートが中国を去った後、コミンテルンはミハイル・ボロディンを派遣した。ボロディンは中国国民党の政治顧問となり、党規約や政治綱領の改定と組織機構の改革に関して孫文へ助言を行った。孫文は前記の諸改革を実行し、国共合作実現への条件を整えた。1924年1月20日中国国民党第一次全国代表大会が開催され大会宣言が発せられた。中国共産党の正史ではこの日を国共合作の開始された日と位置づけている。
スネーフリートに対し、当時の中国共産党は良い印象を持たなかった。中国国民党の孫文と個人的に接触して中国共産党との協力を主張したためといわれている。スネーフリートにはこの策は合理的なように見えたが、結局は上手くいかず失敗に終わることとなる。1925年3月に孫文が死去し、1926年3月中山艦事件が起こり、中国共産党員に対する弾圧が始まった。1926年7月蔣介石は中国国民党の党首となった。
スターリン派とトロツキー派の中国革命の方針を巡る対立の結果、スターリンの主流派の主張が優勢となり、蔣介石による共産党員への弾圧に対しソビエト政権の暗黙の了解が行われた。
1927年8月江西省南昌で中国共産党による中国国民党に対する武装闘争が開始された。以後中国共産党と中国国民党の武装闘争が続くこととなる。

## オランダへの帰国
1924年のレーニンの死後、ロシア共産党内でスターリン派とトロツキー派の間で権力闘争が起こり、スターリン派が勝利した。この対立は世界革命の進め方を巡るイデオロギーの闘争でもあった。トロツキー派は世界革命論を主張し、スターリン派は一国社会主義論を主張した。スネーフリートはトロツキー派の主張に共鳴しており、トロツキストとされている。このような背景があり、スネーフリートとそのグループは、スターリン派で牛耳られたロシア共産党の影響下にあるホラント共産党（CPH）の指導部と関係が悪化していく。1927年スネーフリートは自らの政党を設立し、ロシア共産党の強い影響下にあるCPHやコミンテルンとの関係を完全に断ち切った。新たに設立した党の名は革命社会主義党（RSP）である。1933年8月にRSPは「4党宣言」を、レフ・トロツキーの率いる左翼反対派、独立社会主義党（OSP）、ドイツ社会主義労働者党とともに署名した。この宣言は、革命社会主義政党の新しい国際組織創設に向けたステップとして意図された。
1930年代、スネーフリートと革命社会主義党（RSP）は、国内問題に精力を傾けた。彼等は、失業者運動、ストライキ行動、ファシズムの台頭への闘争の組織化で成功を収めた。1933年、スネーフリートはデ・ゼーヴェン・プロヴィンシェン号の反乱の件で、まだ投獄中の身であった。しかし、オランダ議会第二院（下院）の議員に選ばれ、彼は主に党のプロパガンダ闘争を自分の役目とした。彼の小さな政党の活動の中心は、小規模労働組合の連合体との渉外であった。関係の深かった主な組合連合は国民労働事務局（NAS）であった。
その後1935年にRSPはOSPと合併し、革命社会主義労働者党（RSAP）と名を変える。合併前のOSPは、ジャック・デカットとピート・シュミットが指導者であった。RSAPは、英国の独立労働党、スペインのマルクス主義統一労働者党（POUM）と共に、国際組織革命的社会主義者合同国際委員会の加盟政党となった。
1937年の選挙でRSAPは議席を得られなかった。選挙後にRSAPとNASはオランダ政府から公務員がメンバーとなること禁止される。またオランダ女王を侮辱したとして迫害を受けるようになる。一方、ホラント共産党（CPH）は党内のトロツキー派の粛清を実行し、1935年にオランダ共産党（CPN）に党名を変更した。CPNは1937年の選挙で党勢が拡大し強化された。CPNはその暴力部隊を使い、トロツキスト反革命セクトとしてRSAPのトロツキー派党員を攻撃した。このようなスターリン主義者とトロツキー主義者の深刻なイデオロギー対立に巻き込まれ、RSAPは弱体化した。
1940年5月10日にオランダにおける戦いが始まると、スネーフニートはすぐに革命社会主義労働者党（RSAP）を解散し、レジスタンス活動のために地下活動することを決心した。

## 死
解党の数ヵ月後、スネーフリートはウィレム・ドールマンとアブラハム・メニストと共にナチス・ドイツのオランダ占領に反対するレジスタンスグループを創設した。グループの名はマルクス・レーニン・ルクセンブルク戦線（MLL-Front）であった。組織の主な活動は、社会主義を賞賛しナチス・ドイツによるオランダ占領を反対する、プロパガンダ戦を行うことであった。彼らは1941年の2月ストライキに大きく関与した。
共産主義者として知られるスネーフリートは、レジスタンス活動が始まると身を隠さねばならなくなった。2年間、彼はナチスの捜索から逃れ続けていたが、1942年4月ついにスネーフリートは他のMLL-Frontのリーダーたちと共に当局に逮捕された。彼らは、1942年4月12日にアメルスフォールト強制収容所に送られた。記録によれば、翌13日に彼らは社会主義革命歌「インターナショナル」を唄い続けながら処刑されたとのことである。